# Mohria caffrorum
Mohria caffrorum là một loài dương xỉ trong họ Anemiaceae. Loài này được L. Desv. mô tả khoa học đầu tiên năm 1827.